# The Curse of Monkey Island
The Curse of Monkey Island (CMI) er det tredje spil i Monkey Island-serien af adventurespil fra Lucas Arts, som begyndte med de to spil The Secret of Monkey Island og Monkey Island 2: LeChuck's Revenge. CMI var det tolvte og sidste spil til at bruge SCUMM-motoren, som blev udvidet omfattende til sit sidste spil, før den blev erstattet af GrimE-motoren i det næste spil i serien, Escape from Monkey Island. CMI var det første Monkey Island spil hvori figurerne havde stemmer, og den grafiske fremstilling var mere tegneserieagtig end de tidligere spil havde været.

## Historie
Efter en uklar og surrealistisk slutning i Monkey Island 2: LeChuck's Revenge, bliver Guybrush Threepwood uforklarligt fundet på havet efter et udefineret eventyr han har været på, og hans flugt fra Big Whoop, hvor han har været fanget i 5 år (hvilket afspejler det virkelige tidsinterval mellem de to spils udgivelser). Han nærmer sig Plunder Island og bliver igen fanget af LeChuck, men hans båd kæntrer og han undslipper.
Herefter genforenes Guybrush med sin store kærlighed, Elaine Marley, og frier officielt til hende med en – uden hans vidende – forbandet ring som han fandt i LeChuck's lastrum. Ringen forvandler Elaine til en statue af guld. Guybrush må herefter få statuen – som omgående bliver stjålet – tilbage, samt finde en måde at ophæve forbandelsen.
Voodookvinden fra tidligere i serien fortæller Guybrush, at han må rejse til Blood Island for at finde en bestemt anden ring for at kunne ophæve forbandelsen. Her møder Guybrush den legendariske Familien Goodsoup, bliver en del af den og dens døde forfærdre, møder igen vegetarkannibalerne og besejrer til slut LeChuck, som i mellemtiden har samlet ofre til sin udøde hær.

## Detaljer
Ron Gilbert forlod serien efter Monkey Island 2, og de nye projektledere og designere blev Jonathan Ackley og Larry Ahern. Dominic Armato lagde stemme til Guybrush Threepwood. Spillet blev udgivet på CD-ROM i 1997. Det blev senere også solgt som en del af en CD-ROM samling af Monkey Island spillene, sammen med The Secret of Monkey Island og LeChuck's Revenge. 
Efter CMI blev udgivet, blev der arbejdet på en Monkey Island-film. Dette kom først frem i lyset efter at Tony Stacchi, en af filmprojektets medarbejdere, sendte sit værk til The Scumm Bar, en Monkey Island-fanside. Filmen blev droppet på et meget tidligt stadie. The Scumm Bar offentliggjorde efterfølgende illustrationsmaterialet på deres hjemmeside.

## Reaktioner
Ligesom de tidligere Monkey Island-spil blev CMI modtaget med næsten udelukkende positive anmeldelser i pressen.GameSpot's Michael E. Ryan roste den grafiske fremstilling for at have gjort spillet "lige så sjovt at se på som at spille", Peter Rollo fra JustAdventure fremhævede at "musikken var den bedste jeg nogensinde har hørt i et spil; [...] den stopper aldrig og bliver aldrig irriterende; det er altid en glæde at høre den", anmelderen fra RPGFan Arkiveret 9. februar 2006 hos  Wayback Machine var glad for at "tilføjelsen af detaljeret grafik samt talt dialog tog den allerede hylende morsomme historie op på et helt nyt niveau", mens Jordan Thomas fra Adrenaline Vault sammenlignede CMI med adventuregenren som helhed og sagde: "De to vigtigste dele af et adventurespil er et godt plot forbundet med en stærk dialog. Dette spil har begge og mere til."
På den anden side anførte Tamara Schembri fra AdventureGamers at de sekundære figurer i spillet var "kriminelt underudviklede", og at slutningen var "et antiklimaks som efterlod spilleren tænkende at han kunne have gjort så meget mere hvis spillets programmører havde tilladt ham det". Den pludselige slutning blev også kritiseret i de rosende anmeldelser fra Michael E. Ryan og Peter Rollo. 
Amaya Lopez skrev også i en anmeldelse for PC Zone at indførelsen af den tegneserieagtige grafik fik hende til at føle at "for Monkey-entusiaster af de to første spil er noget småt og næsten uhåndgribeligt gået tabt", selvom spillet dog stadig fik 92/100 og blev rost for stemmerne og humoren i spillet.

### Priser
- Adventure Game of the Year, magasinerne Computer Gaming World og PC Gamer
- Special Achievement in Art Direction, magasinet Computer Gaming World

## Anden information
- CMI efterlader et hul i serien for brugere af Mac fordi det aldrig blev udgivet til den platform (den frie ScummVM-motor kan afspille CMI på Macintosh, selvom de nødvendige datafiler fra spillet ikke er frit tilgængelige).
- I dette spil har Guybrush en dødelig frygt for porcelæn. Udviklerne siger at dette er en henvisning til en kamp fra det første spil, The Secret of Monkey Island, hvori han bliver ramt i hovedet med en vase. Dog er det i den kamp Guybrush som slår sin modstander oven i hovedet med en vase, ikke omvendt.